# Pogonomys
A Pogonomys az emlősök (Mammalia) osztályának a rágcsálók (Rodentia) rendjébe, ezen belül az egérfélék (Muridae) családjába tartozó nem.

## Rendszerezés
A nembe az alábbi 6 faj tartozik:
- Pogonomys championi Flannery, 1988
- Pogonomys fergussoniensis Laurie, 1952 - egyes biológus a Pogonomys loriae alfajának tekinti
- Pogonomys loriae Thomas, 1897
- Pogonomys macrourus Milne-Edwards, 1877 – típusfaj
- Pogonomys mollipilosus (Peters & Doria, 1881) - korábban azonosnak vélték a P. macrourus-szal
- Pogonomys sylvestris Thomas, 1920